# Agostino Marchetto
Agostino Marchetto (Vicenza, 28 agosto 1940) è un cardinale e arcivescovo cattolico italiano, dal 25 agosto 2010 segretario emerito del Pontificio consiglio della pastorale per i migranti e gli itineranti.

## Biografia
Nato a Vicenza il 28 agosto 1940, frequenta l'istituto tecnico commerciale "Fusinieri" di Vicenza, quindi entra nel seminario diocesano e viene ordinato presbitero presso la cattedrale di Vicenza il 28 giugno 1964 dal vescovo di Vicenza Carlo Zinato.
Parla, oltre all'italiano, il francese, l'inglese e lo spagnolo.

### Ministero episcopale e cardinalato
Il 31 agosto 1985 viene nominato arcivescovo titolare di Astigi con incarico di nunzio apostolico in Madagascar e Mauritius.
Riceve la consacrazione episcopale nella cattedrale di Santa Maria Annunciata di Vicenza il 1º novembre 1985 dal cardinale vicentino Sebastiano Baggio, co-consacranti il vescovo di Vicenza Arnoldo Onisto ed il vescovo ausiliare di Vicenza Carlo Fanton.
Il 7 dicembre 1990 viene trasferito come nunzio apostolico in Tanzania, mentre il 18 maggio 1994 come nunzio apostolico in Bielorussia.
L'8 luglio 1999 ritorna presso la Curia romana come officiale della Segreteria di Stato.
Il 6 novembre 2001 papa Giovanni Paolo II lo nomina segretario del Pontificio consiglio della pastorale per i migranti e gli itineranti.
Il 25 agosto 2010 al compimento del 70º anno di età si ritira dall'incarico per dedicarsi allo studio, in particolare dell'ermeneutica del Concilio Vaticano II.
Papa Francesco lo considera il più grande ermeneuta del Concilio Vaticano II.
Il 9 luglio 2023, al termine dell'Angelus, papa Francesco annuncia la sua creazione a cardinale; nel concistoro del 30 settembre seguente lo crea cardinale diacono di Santa Maria Goretti. Il 22 ottobre prende possesso della diaconia.

## Genealogia episcopale
La genealogia episcopale è:
- Cardinale Scipione Rebiba
- Cardinale Giulio Antonio Santori
- Cardinale Girolamo Bernerio, O.P.
- Arcivescovo Galeazzo Sanvitale
- Cardinale Ludovico Ludovisi
- Cardinale Luigi Caetani
- Cardinale Ulderico Carpegna
- Cardinale Paluzzo Paluzzi Altieri degli Albertoni
- Papa Benedetto XIII
- Papa Benedetto XIV
- Cardinale Enrico Enriquez
- Arcivescovo Manuel Quintano Bonifaz
- Cardinale Buenaventura Córdoba Espinosa de la Cerda
- Cardinale Giuseppe Maria Doria Pamphilj
- Papa Pio VIII
- Papa Pio IX
- Cardinale Alessandro Franchi
- Cardinale Giovanni Simeoni
- Cardinale Antonio Agliardi
- Cardinale Basilio Pompilj
- Cardinale Adeodato Piazza, O.C.D.
- Cardinale Sebastiano Baggio
- Cardinale Agostino Marchetto

## Opere
- Chiesa e papato nella storia del diritto. 25 anni di studi critici, Libreria Editrice Vaticana, 2002;
- Il Concilio ecumenico Vaticano II. Contrappunto per la sua storia, Libreria Editrice Vaticana, 2005;
- (con Walter Brandmüller e Nicola Bux), Le «chiavi» di Benedetto XVI per interpretare il Vaticano II, Edizioni Cantagalli, 2012;
- Il Concilio Ecumenico Vaticano II. Per una sua corretta ermeneutica, Libreria Editrice Vaticana, 2012;
- Chiesa e migranti. La mia battaglia per una sola famiglia umana, La Scuola SEI, 2014;
- La libertà religiosa tra Stato e Chiesa, Edizioni Solfanelli, 2014;
- La Riforma e le riforme nella Chiesa. Una risposta, Libreria Editrice Vaticana, 2017;
- Giovanni Paolo II. Il Papa della famiglia, Edizioni Solfanelli, 2020;
- Ancora sul Vaticano II. Studi storici ed ermeneutici in tempo di lockdown, Marcianum Press, 2020;
- Concilio Ecumenico Vaticano II. Archivio della segreteria di stato. Sommario, Marcianum Press, 2022;
- Dialogo. Riflessioni aperte in una fase di transizione, Rubbettino, 2023.

### Filmografia su Agostino Marchetto
- Il mistero di Dante (2014), di Louis Nero, interpreta se stesso a fianco del Premio Oscar F. Murray Abraham